# Oost-Friesland

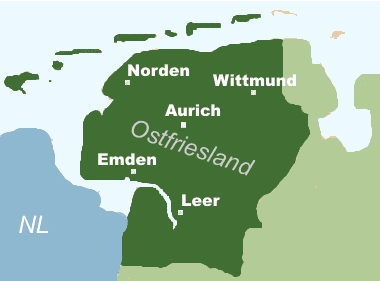
Oost-Friesland volgens de historische en culturele afbakening, met de belangrijkste steden

Oost-Friesland (Duits: Ostfriesland, Nedersaksisch: Oostfreesland (uitspraak: [Oustfrijsland]), Saterfries: Aastfräislound) is een streek in het uiterste noordwesten van de Duitse deelstaat Nedersaksen, grenzend aan de Waddenzee in het noorden en aan de Nederlandse provincie Groningen in het westen. Tot het gebied behoren ook de Oost-Friese Waddeneilanden. Belangrijke plaatsen zijn Aurich, Emden, Leer, Norden en Wittmund. Oost-Friesland had op 1 januari 2021 in totaal 468.919 inwoners.

## Afbakening
Hoewel Oost-Friesland als culturele regio alom bekend is en geaccepteerd wordt, vormt het geen bestuurlijke eenheid meer. Mede daardoor bestaat er geen duidelijke afbakening van het gebied. Doorgaans wordt met Oost-Friesland het gebied bedoeld dat onder het werkgebied van de Ostfriesische Landschaft valt, de opvolger van de feodale standenvergadering en een semi-politieke organisatie die zich bezighoudt met terreinen als cultuurbeleid, sociale zaken, onderzoek en onderwijs. Dit gebied bestaat uit de huidige Landkreisen Aurich, Leer en Wittmund en de kreisfreie Stadt Emden. Historische hoofdstad van Oost-Friesland en thans nog zetel van de Ostfriesische Landschaft, is Aurich. Er zijn momenteel discussies gaande over een mogelijke samenvoeging tot één Landkreis Ostfriesland.
Het Oost-Friese schiereiland (Ostfriesische Halbinsel) bestaat behalve deze vier Landkreisen ook uit het oostelijker gelegen Landkreis Friesland en de kreisfreie stadt Wilhelmshaven. Deze behoren van oudsher tot het Groothertogdom Oldenburg en vormen het Oldenburgische Friesland. De bewoners identificeren zich dan ook niet als Oost-Friezen.

## Geografie
Oost-Friesland heeft een oppervlakte van 3142 km² en ruim 465.000 inwoners (ter vergelijking: de Nederlandse provincie Friesland meet 3349 km² en heeft 645.000 inwoners). Het gebied is met 148 inwoners per km² relatief dunbevolkt.

### Landschap
De regio kenmerkt zich door een landschap dat voor Duitsland afwijkend, maar voor Nederlanders en Vlamingen vrij herkenbaar is: vlak met veel weilanden. De volgende landschapstypen worden onderscheiden:
- Duinlandschap op de Waddeneilanden
- Waddenzee met een getijdenlandschap
- Polderlandschap in de kustgebieden en langs de rivieren
- Coulisselandschap met houtwallen verder het 'binnenland' in
- Veenkoloniaal landschap met lintbebouwing langs de Wieken (wijken, veenkanalen)
- niet ontgonnen laag- en hoogveengebieden

Er zijn landinwaarts bosgebieden te vinden. Er worden plannen ontwikkeld om landbouwgebieden te bebossen en zo het bosareaal te vergroten.

### Streken
Oost-Friesland valt historisch uiteen in negen landstreken:
- Aurikerland
- Broekmerland
- Harlingerland
- Krummhörn
- Lengenerland
- Moormerland
- Norderland
- Overledingerland
- Reiderland

### Infrastructuur

#### Wegen
Oost-Friesland is bereikbaar via drie hoofdverkeersassen:
- A28 Leer - Oldenburg in oostelijke richting
- A31 Emden - Leer - Emsland - Ruhrgebied in zuidelijke richting
- A280 Weener - Nederlandse grens (verder als de Nederlandse A 7) in westelijke richting

Andere belangrijke wegen zijn de regionale wegen:
- B70 Leer - Papenburg - Meppen - Lingen - Rheine - Borken - Wesel (noord-zuidverbinding parallel aan A31)
- B72 Cloppenburg - Aurich - Norden - Norddeich (veerhaven)
- B210 Emden - Wilhelmshaven (oost-westverbinding).

#### Spoorwegen
De stad Leer is het spoorwegknooppunt van de regio. Hiervandaan lopen vier van de vijf Oost-Friese spoorlijnen:
- Leer - Emden - Norden - Norddeich in noordelijke richting (DB), met in Emden een kleine zijtak naar Emden Außenhafen waarover beperkt treinverkeer plaatsvindt
- Leer - Oldenburg - Bremen in oostelijke richting (DB)
- Leer - Papenburg - Rheine - Ruhrgebied in zuidelijke richting (DB)
- Leer - Groningen in westelijke richting (Arriva, Wiederline)
- Esens - Wittmund - Jever - Sande - Wilhelmshaven (NordWestBahn) als zijtak van de spoorlijn Oldenburg - Wilhelmshaven

Ondanks al deze spoorlijnen zijn er slechts elf treinstations in Oost-Friesland:
- Burhafe
- Emden Hbf
- Emden Außenhafen
- Esens (Ostfriesland)
- Leer (Ostfriesland)
- Marienhafe
- Norden
- Norddeich
- Norddeich Mole
- Weener
- Wittmund

Daarnaast is er een museumspoorlijn, de Museumseisenbahn Küstenbahn Ostfriesland, tussen Norden en Dornum.

#### Waterwegen en -verkeer
De belangrijkste waterlopen zijn de rivier de Eems, met als zijrivier de Leda, en het Eems-Jadekanaal. Daarnaast zijn er in de veengebieden diverse kleinere kanalen.
Emden heeft verreweg de grootste haven van de regio en is tevens vertrekpunt voor veerboten naar Borkum. Leer en Weener zijn historische havenstadjes langs de Eems. Kleinere veerhavens langs de kust zijn:
- Greetsiel
- Norddeich (veerdienst naar Juist, Norderney en Baltrum)
- Neßmersiel (veerdienst naar Baltrum)
- Dornumersiel
- Bensersiel (veerdienst naar Langeoog)
- Neuharlingersiel (veerdienst naar Spiekeroog)
- Carolinensiel/Harlesiel (veerdienst naar Wangerooge)

Tevens bestaat er een beperkte veerdienst bij de monding van de Eems tussen de plaatsen Ditzum en Petkum.

## Geschiedenis
Oost-Friesland was een tot de Nederrijns-Westfaalse Kreits behorend graafschap en later vorstendom binnen het Heilige Roomse Rijk.

### Inleiding
De streek heeft een bewogen geschiedenis. In de vroege middeleeuwen werd het tot woongebied van Friezen uit West-Friesland (de latere provincie Noord-Holland) en de latere Nederlandse provincies Friesland en Groningen. In de 12e en 13e eeuw vormden de inwoners van het Friese gebied tussen Vlie en Wezer het verbond van de Opstalboom. Als zodanig was Friesland een uit kleine autonome eenheden bestaand gebied, zonder feodale overheersing, waarin niettemin een gezamenlijke wetgeving werd ontwikkeld en toegepast.
Vanuit Oost-Friesland zijn ook het Saterland en de landschappen Land Wursten en Land Würden oostelijk van de Wezer gekoloniseerd.
De Friese autonomieën konden zich alleen handhaven onder hoofdelingen, een zelfbenoemde adel. Terwijl deze in Friesland en Groningen in eeuwenlange vetes terechtkwam, ontwikkelde zich in Oost-Friesland al vroeg een gravengeslacht dat het hele gebied onder zich bracht. Het Fries ging in de loop van de 16e eeuw teloor en werd vervangen door het Nedersaksisch dat meer prestige had, omdat het de taal van de handelssteden in Noord-Duitsland en oostelijk Nederland was geworden. Het is in afnemende mate nog de volkstaal van Oost-Friesland. In de aanpalende Groninger Ommelanden heeft zich een soortgelijk proces afgespeeld.

### Het ontstaan van het graafschap in Oost-Friesland
In 1430 wordt er een vrijheidsbond gesloten onder leiding van de hoofdeling Edzard Cirksena van Greetsiel, die gericht is tegen de heersende Focko Ukena. Edzard weet samen met zijn broer Ulrich een eind te maken aan de macht van de Ukena-partij.
Na het huwelijk in 1455 van Ulrik Cirksena met Theda, de kleindochter van zijn tegenstander, wordt het grootste deel van Oost-Friesland verenigd. Slechts de heerlijkheden Jever en Friedeburg handhaven hun zelfstandigheid.
Sibet Attena, een neef en helper van Ulrich krijgt de heerlijkheden Esens, Stedesdorf en Wittmund, die samen het Harlingerland vormen. Het Harlingerland blijft wel onder het oppergezag van de familie Cirksena.
Omdat Ocko I tom Brok het gebied in 1381 als leen had opgedragen aan de graaf van Holland, was de status van de heerser van Oost-Friesland onduidelijk. De heerser in Oost-Friesland besluit de situatie te verbeteren door zich direct tot de keizer te wenden. Keizer Frederik III verheft Ulrich daarom in 1464 tot rijksgraaf. Dit vormt de definitieve breuk met de andere Friese landen, die wel verbonden blijven met het graafschap Holland, waar inmiddels het Bourgondische Huis heerst.
De keizer beleent Ulrich I met het rijksgraafschap in Norden, Emden, Emisgonien in Oost-Friesland.

### Consolidatie van het graafschap
Na de dood van Ulrik I regeert zijn weduwe Theda voor hun minderjarige kinderen. Zij weet de bedreigingen door hertog Karel de Stoute van Bourgondië en graaf Gerd van Oldenburg te weerstaan. In 1481 vergroot zij het gebied met de heerlijkheid Fredeburg.
Onder haar zoon Edzard I zijn er twisten met de hoofdelingen van het Harlingerland en het Jeverland en met de prins-bisschop van Münster en de Hanzestad Hamburg. Jeverland en Harlingerland blijven zelfstandig, terwijl Butjadingen zich onderwerpt.

### De strijd om de Friese Landen
Met de benoeming van hertog Albrecht van Saksen tot Rijksstadhouder van Friesland door keizer Maximiliaan I ontstaat er een nieuwe situatie. Deze benoeming was de laatste mogelijkheid om heel Friesland onder één heerser te verenigen. Graaf Edzard erkent Albrecht als zijn leenheer. Er breken echter opstanden tegen Albrecht uit in Friesland en de Groninger Ommelanden. Edzard verbreekt het verbond met Albrecht en sluit in 1506 een verbond met Groningen. Edzard wordt nu ook in de Groninger Ommelanden als heerser erkend. In 1512 wordt de primogenituur ingevoerd om de nieuw verworven eenheid te bewaren.
In 1515 staan de opvolgers van Albrecht van Saksen hun rechten op Friesland af aan hertog Karel van Bourgondië, de latere keizer Karel V. Het conflict eindigt in 1517 met een overeenkomst tussen Edzard en Karel van Bourgondië, waarbij Karel de bezittingen van het rijksgraafschap van Edzard erkent.

### De Reformatie
Na 1519 vond de Reformatie plaats, die aanvankelijk een tolerant karakter had en waarbij lutheranisme, calvinisme en doopsgezindheid tot ontwikkeling konden komen, maar ook aan de katholieken ruimte liet. Daarin kwam al snel verandering in toen Edzard I in 1528 werd opgevolgd door zijn zoon Enno II. De toen ingezette onderdrukking van het katholicisme had als gevolg dat dit in Oost-Friesland zo goed als verdween. De meeste Oost-Friese kloosters werden geseculariseerd. Daarnaast ontstonden er tegenstellingen tussen lutheranen en gereformeerden. Emden werd een belangrijk centrum voor gevluchte calvinisten uit de Nederlanden die hier veilig waren voor de Inquisitie. De jonge Nederlandse Gereformeerde Kerk hield hier haar eerste synodes en leidde er predikanten op. Tussen 1530 en 1560 was het graafschap een uitwijkplaats voor alle soorten protestanten uit de Nederlanden. Daarna kwam het westelijk deel met de steden Emden en Leer sterk onder invloed van de politieke ontwikkelingen in de Nederlanden. Om de Spanjaarden te verhinderen vanuit deze kant de Nederlanden binnen te vallen, dwingen de Nassaus als leiders van de Nederlandse opstand de Oost-Friese graven toe te staan dat er forten werden aangelegd die door Nederlandse troepen werden bemand. Het calvinisme werd de dominante godsdienst in de westelijke gemeenten, die zich aansloten bij de Nederlandse Gereformeerde Kerk en hun dominees van de Groninger Universiteit betrokken. Het Nederlands werd ingevoerd als taal van school en kerk. Nog steeds ligt op veel preekstoelen in Oost-Friese kerken de Nederlandse Statenbijbel. Maar in de oostelijke streken waar men in de 16e eeuw luthers was geworden, is sindsdien juist het Hoogduits taal van kerk en school. Deze religieuze en taalkundige scheiding bepaalde lang de relaties binnen Oost-Friesland. Pas onder Hannoveraans bewind werd tussen 1830 en 1870 het Nederlands stap voor stap door het Duits vervangen. Dit was een langzaam verlopend proces. Tot in het midden van de 20e eeuw bleef het Nederlands in enkele afgescheiden gereformeerde gemeenten als kerktaal in functie.
De nauwe banden tussen Oost-Friesland en Groningen zijn na de 19e eeuw verloren gegaan. Oost-Friesland werd geïntegreerd in het Duitse Rijk. Maar nog lange tijd bleven rijke Oost-Friese boeren en grootgrondbezitters met het Groningerland bemoeienis houden, door er rechtstreeks of via huwelijk land te verwerven.

### Huwelijkspolitiek en gebiedsomvang
In 1517 is er een verdrag gesloten, waarin het huwelijk is gepland van Enno II met Maria van Jever. Enno II verbreekt dit verdrag en huwt in 1529 Anna van Oldenburg. Bij dit huwelijk wordt Butjadingen aan Oldenburg afgestaan en doet Oldenburg afstand van zijn aanspraken op Jever.
Maria van Jever verjaagt daarop in 1531 de Oost-Friese bezetting en draagt in 1532 haar land als leen op aan de hertog van Bourgondië, keizer Karel V. Het Harlingerland wordt leen van Gelre. Maria van Jever vermaakt haar land in 1575 bij testament aan de graaf van Oldenburg. Daarmee gaat het Jeverland definitief voor Oost-Friesland verloren.

### De deling van het graafschap van 1589 tot 1591
In 1559 huwt Edzard II met Catharina van Zweden.
Na 1570 is er een twist tussen de broers Edzard II, die luthers is en Jan, die gereformeerd is. Het gevolg is een door de keizer in 1589 bevestigd delingsverdrag, waarbij de ambten Leer, Stickhausen en Greetsiel aan Jan komen. Na de dood van Jan in 1591 wordt de eenheid hersteld. Daarna is er nooit meer een deling geweest.
In 1581 huwt de latere Enno III met Walburgis van Rietberg, de erfgename van het Harlingerland en het graafschap Rietberg. In het verdrag van Berum in 1600 wordt het voormalige Gelderse leen Harlingerland met het rijksgraafschap Oost-Friesland verenigd. In het graafschap Rietberg volgt in 1601 de broer van Enno, graaf Jan, tot zijn dood in 1625 en daarna zijn drie zoons. Deze zijtak van het huis Cirksena sterft uit in 1690.

### Strijd tussen de graaf en de standen
Onder Edzard II verscherpen de tegenstellingen tussen de standen van Oost-Friesland. In 1595 is er een revolutie in Emden tegen de graaf, waarna de Staten-Generaal zich in het conflict mengen. Na 1599 is er een Staats garnizoen in Emden, waardoor het land betrokken raakt in de Tachtigjarige Oorlog.
Nadat troepen van Emden in 1608 de grafelijke residentie Aurich hebben geplunderd, bezetten Staatse troepen ook Aurich en Greetsiel. Na het akkoord van Oosterhusen in 1611 komt ook in Leerort een bezetting.
Bij de aanval op de Republiek der Zeven Verenigde Nederlanden in 1672 (het rampjaar) verdwijnen de troepen uit Oost-Friesland. De verdergaande twisten leiden dan tot een legering van Pruisische troepen in Greetsiel in 1682, die later naar Emden worden verplaatst.

### De graaf wordt rijksvorst
Enno Lodewijk, een zoon van Ulrich II, wordt op 22 mei 1654 op persoonlijke titel tot Duits rijksvorst verheven. Op 18 april 1662 wordt de verheffing uitgebreid tot zijn familie. Oost-Friesland zelf blijft echter nog een graafschap. Een zetel in de rijksvorstenraad van de Rijksdag kan pas in 1667 verworven worden.
De broer van Enno, Edzard Ferdinand huwt gravin Anna Dorothea van Kriechingen, de erfgename van dit rijksgraafschap in Lotharingen. Hiermee ontstaat er een zijtak van het huis Cirksena, die tot zijn uitsterven in 1710 in Kriechingen regeert.

### De successie in 1744
Op 20 maart 1691 sluit Christiaan Eberhard een verdrag met de hertogen van Brunswijk-Lüneburg. Volgens dit verdrag gaat de successie bij het uitsterven van het huis Cirksena over aan Brunswijk en krijgt Oost-Friesland bij het uitsterven van Brunswijk het graafschap Hoya en het graafschap Diepholz. De keizer bevestigt dit verdrag echter niet, maar zegt op 10 december 1694 keurvorst Frederik III van Brandenburg de successie toe. Op 10 april 1744 sluit de stad Emden een verdrag met Pruisen, waarin der stad een toekomstige Pruisische successie erkent op voorwaarde dat haar vrijheden behouden blijven.
Als op 25 mei 1744 vorst Karel Edzard zonder erfgenamen overlijdt, bezet het Pruisische garnizoen in Emden direct het hele vorstendom. Protesten van het keurvorstendom Brunswijk-Lüneburg hebben geen effect.

### Oost-Friesland onder vreemde heersers
Het Pruisische bewind maakt een einde aan de twisten en laat de oude vrijheden intact. De bevolking heeft voordeel bij het efficiënte Pruisische bestuur.
Na de nederlagen van Pruisen in 1806 en 1807 tegen Frankrijk gaat het grootste deel van zijn gebied verloren in de Vrede van Tilsit. Op 11 november 1807 gaat Oost-Friesland als departement deel uitmaken van het koninkrijk Holland. Met het koninkrijk Holland wordt Oost-Friesland in 1810 deel van het keizerrijk Frankrijk. Na de nederlagen van Napoleon neemt Pruisen het land in 1813 weer in bezit. De onderhandelingen op het Congres van Wenen in 1815 leiden ertoe dat Oost-Friesland bij het koninkrijk Hannover wordt gevoegd. Het nieuwe bewind ondervindt tegenstand van de bevolking.
Economisch breekt een tijd van stilstand aan, en vele Oost-Friezen emigreren naar Amerika.
Na de Pruisisch-Oostenrijkse Oorlog van 1866 werd het koninkrijk Hannover door Pruisen geannexeerd, en daarmee kwam ook Oost-Friesland weer onder Pruisisch bestuur. De regering-Bismarck verbood na 1870 het gebruik van het Fries in het onderwijs en bij de overheid, waardoor de taal langzaamaan verdween naar de marge van de samenleving.

### Administratieve indeling omstreeks 1744
- ambt Aurich
- ambt Berum (inclusief de eilanden Norderney en Baltrum)
- heerlijkheid Borssum (bezit van de stad Emden)
- heerlijkheid Dornum
- ambt Emden
- ambt Esens (inclusief het eiland Spiekeroog)
- heerlijkheid Evenburg of Loga
- ambt Friedeburg
- heerlijkheid Gödens
- ambt Greetsiel (inclusief het eiland Borkum)
- heerlijkheid Jarßum en Oldersum (bezit van de stad Emden)
- heerlijkheid Jennelt
- ambt Leer
- heerlijkheid Lütetsburg
- ambt Norden (inclusief het eiland Juist)
- ambt Pewsum
- heerlijkheid Petkum
- heerlijkheid Rysum
- ambt Stickhausen
- heerlijkheid Up- und Wolthusen (bezit van de stad Emden)
- ambt Wittmund

## Economie
In de geschiedenis van de regio wisselden periodes met welvaart en tijden van grote economische problemen zich af. In het kustgebied bestond de samenleving uit een kleine bovenlaag en een omvangrijke arme bevolking, wat herhaaldelijk sociale spanningen teweegbracht (vergelijkbaar met de situatie in de gemeente Reiderland in Oost-Groningen).

### Landbouw en visserij
De primaire sector is gedurende de gehele geschiedenis de belangrijkste economische factor van Oost-Friesland geweest. Ook vandaag spelen landbouw en visserij nog een belangrijke rol. Vanwege de vele weilanden vormt de melkveehouderij de belangrijkste vorm van landbouw. Daarnaast vindt men in de kustgebieden steeds meer schapenteelt, in het bijzonder op dijkhellingen. De veehouderij heeft enkele typisch Oost-Friese dierenrassen voortgebracht, waaronder het Oost-Friese paard (Ost-Fries, ternauwernood gered), het Oost-Friese melkschaap, de oorspronkelijke Friese zwartbontrunderen (bijna uitgestorven, want weggeconcurreerd door het in de VS ontwikkelde zwartbontras Holstein-Friesian), de Emdener gans (Emder Gans) en het eveneens zeldzaam geworden kippenras Oost-Friese meeuw (Ostfriesische Möwe).
De akkerbouw concentreert zich in het Reiderland, waar graan en koolzaad verbouwd wordt. De visserij vindt plaats vanuit een van de vele havens aan de kust. Zowel de vis- als garnalenvangst zijn van belang.

### Industrie
De regio is een van de minst geïndustrialiseerde van Duitsland. Emden is de enige industriestad in het gebied. Een belangrijke werkverschaffer is de Volkswagenfabriek bij die stad. In Leer zijn veel rederijen gevestigd. Daarnaast werken veel Oost-Friezen bij de Meyer Werft in Papenburg en bij de chemische industrie in Wilhelmshaven.
Er wordt in Oost-Friesland veel windenergie gewonnen. Het vlakke land is daar ideaal voor. Er zijn verscheidene windmolenparken in de regio en er staan bovendien enkele off-shoreparken gepland in de Waddenzee.

### Toerisme
Een belangrijke bron van inkomsten is het kust- en eilandtoerisme. Vele Duitsers brengen hun vakantie door aan de kust of op een van de Waddeneilanden. Sinds enkele decennia wint ook het 'binnenlandse' toerisme aan belang. Vooral het coulisselandschap en de veengebieden met de vele kanalen zijn erg in trek. Hier zijn een groot aantal fiets-, wandel- en kanoroutes uitgezet. Er zijn ook gecombineerde fiets-kanoroutes, waarvoor speciale Paddel- und Pedalstationen zijn aangelegd.

### Probleemgebied
Ondanks de relatieve welvaart behoort Oost-Friesland tot de economisch zwakste gebieden van het voormalige West-Duitsland. De werkloosheidsgraad is hoog en veel jongeren trekken weg, onder andere vanwege het geringe onderwijsaanbod. Enkele plattelandsgebieden zien zich inmiddels geconfronteerd met toenemende vergrijzing. Desondanks is het geboortecijfer een van de hoogste van Duitsland en blijft de bevolking op peil. Er vindt ook op bescheiden schaal immigratie plaats van renteniers uit andere delen van Duitsland en van Volksduitsers (zogenoemde Spätaussiedler) uit Midden- en Oost-Europa en de voormalige Sovjet-Unie. Sinds enkele jaren is het grensgebied met Nederland (district Leer) een geliefde vestigingsplaats voor Nederlanders, die aangetrokken worden door de lage grond- en huizenprijzen en de rust en ruimte in Oost-Friesland. Door sommige nieuwkomers ontstaan her en der integratieproblemen.

## Politiek en bestuur

Vlag van Oost-Friesland

Wapen van Oost-Friesland

Hoewel Oost-Friesland politiek geen eenheid is - de laatste vorm van eenheid, het Regierungsbezirk Ostfriesland, verdween in 1978 - is er in politiek opzicht wel een belangrijke overeenkomst tussen de vier Kreise waar het gebied uit bestaat: het stemgedrag.
Oost-Friesland is een links bolwerk, waar de SPD bijna altijd de meerderheid van de stemmen behaalt. Bij de Bondsdagverkiezingen in 2005 was kieskring 25 Emden-Aurich (bestaande uit het Landkreis Aurich en de stad Emden) buiten het Ruhrgebied de enige waar de SPD de absolute meerderheid behaalde. In kieskring 26 Unterems (bestaande uit de Landkreise Leer en Emsland) is een scherp onderscheid zichtbaar tussen het katholieke, massaal op de CDU stemmende Eemsland en het protestantse, in meerderheid op de SPD stemmende Landkreis Leer. In kieskring 27 Friesland-Wilhelmshaven (bestaande uit de Landkreise Wittmund, Friesland en de stad Wilhelmshaven) was de SPD eveneens de grootste partij, hoewel de CDU in Wittmund sterker staat dan elders in Oost-Friesland. Opvallend is eveneens dat de Linkspartei voor een links bolwerk als Oost-Friesland relatief zwak scoorde met 4,5 tot 5% van de stemmen. Ook de andere partijen scoren onder het landelijk gemiddelde. De opkomst in het gebied is gemiddeld voor Duitsland.
| Partij             | Bondsdagverkiezingen 2005 | Bondsdagverkiezingen 2005 | Bondsdagverkiezingen 2005 | Kreisdagverkiezingen 2006 | Kreisdagverkiezingen 2006 | Kreisdagverkiezingen 2006 | Kreisdagverkiezingen 2006 |
| ------------------ | ------------------------- | ------------------------- | ------------------------- | ------------------------- | ------------------------- | ------------------------- | ------------------------- |
|                    | 25                        | 26                        | 27                        | Aurich                    | Emden                     | Leer                      | Wittmund                  |
| SPD                | 55,9                      | 41,1                      | 46,6                      | 47,1                      | 54,1                      | 44,2                      | 42,5                      |
| CDU                | 24,9                      | 40,5                      | 30,5                      | 28,3                      | 19,2                      | 35,1                      | 44,3                      |
| FDP                | 6,2                       | 7,8                       | 8,9                       | 3,7                       | 15,1                      | 3,9                       | 3,8                       |
| Die Grünen         | 6,2                       | 4,1                       | 5,8                       | 5,7                       | 7,8                       | 7,3                       | 4,0                       |
| Die Linke / PDS    | 4,5                       | 4,1                       | 4,8                       | 3,5                       | 3,8                       | 1,6                       | 1,5                       |
| Wählergemeinschaft |                           |                           |                           | 10,8                      |                           | 7,7                       | 3,8                       |
| Overig             | 2,4                       | 2,3                       | 3,3                       | 1,0                       |                           | 0,2                       |                           |
| Opkomst            | 77,3                      | 78,1                      | 76,8                      | 58,5                      | 44,9                      | 54,5                      | 57,4                      |

Bestuurlijk zijn de Landkreise onderverdeeld in gemeenten, die meerdere Ortsteile met eventueel een eigen dorpsraad kunnen hebben, of samenwerkingsgemeenten (Samtgemeinden) waarin een aantal gemeenten samenwerken. De kreisfreie Stadt Emden is niet onderverdeeld in gemeenten. Vooral in de jaren zeventig is het aantal gemeenten door herindelingen sterk teruggedrongen.

## Bevolking
De regio Oost-Friesland bestaat uit de volgende onderdelen:
- Landkreis Leer: 171.483 inwoners
- Landkreis Aurich: 190.178 inwoners
- Landkreis Wittmund: 57.384 inwoners
- Emden (stad): 49.874 inwoners

De regio had daarmee in 2021 een totale bevolking van 468.919 inwoners (iets minder dan de provincie Drenthe).

### Grootste plaatsen
- Emden: 49.874 inwoners
- Leer: 34.958 inwoners
- Wittmund: 20.433 inwoners
- Norden: 17.666 inwoners
- Aurich: 12.555 inwoners

## Cultuur
Oost-Friesland wijkt behalve landschappelijk vooral in cultureel opzicht af van de rest van Duitsland. De bevolking voelt zich sterk verbonden met de Oost-Friese identiteit, veel meer dan in de meeste andere regio's. De Oost-Friese cultuur uit zich in de streektaal, streekspecialiteiten, gewoonten en gebruiken en ten dele zelfs godsdienstig.

### Taal
Aanvankelijk werd in Oost-Friesland een variant van het Oosterlauwers Fries gesproken, maar dat is in de zeventiende en achttiende eeuw geheel verdrongen door Nedersaksische dialecten uit het omliggende gebied. De huidige spreektaal in Oost-Friesland is dus een Nedersaksisch dialect, dat beïnvloed werd door het Nederlands en het Fries en daarom afwijkt van de meeste andere Nedersaksische dialecten. Het is nauw verwant aan het Gronings en dan vooral aan het Oldambtsters. Vrij veel woorden komen (deels) met elkaar over een, bijvoorbeeld Scheuvel (Gronings) en Schöfel (Oost-Fries) voor schaats.
Hoewel het oorspronkelijke Fries uit Oost-Friesland zelf is verdwenen, is de taal niet helemaal uitgestorven. In het iets ten zuiden van Oost-Friesland gelegen Saterland wordt door zo'n 1000 tot 2500 nakomelingen van in de middeleeuwen voor stormvloeden gevluchte Oost-Friezen nog Saterfries gesproken. Dit gebied lag lange tijd geïsoleerd tussen grote veenmoerassen, waardoor de taal zich hier goed kon handhaven. Tegenwoordig wordt ook dit 'kleinste taaleiland van Europa' echter met uitsterven bedreigd, hoewel de laatste jaren het besef is gegroeid dat het Saterfries een bijzonderheid voor het gebied betekent. Er wordt dan ook steeds meer aandacht aan de taal besteed en ze is erkend als minderheidstaal onder het Europees Handvest voor regionale talen of talen van minderheden.
Bij de benoeming van het huidige dialect van Oost-Friesland ontstaat de nodige verwarring omdat de sprekers het zelf gemakshalve vaak Ostfriesisch (Oost-Fries) noemen in plaats van het in feite juistere Ostfriesisches Platt (Oost-Fries Platduits), wellicht mede hierdoor is dit dialect als Eastern Frisian opgenomen in de Ethnologue, weliswaar correct onder de Low-Saxon-talen, maar met daarbij weer wel onjuiste verwijzingen naar Saterfries als alternatieve namen (dit wordt nog gecorrigeerd). Andere indelingen zoals Linguasphere spreken correcter van Eastern Frisian Lower Saxon (Oost-Fries Nedersaksisch).
Tegenwoordig staat ook het Oost-Friese Platduits onder druk van de bestuurstaal, het Hoogduits. Uit taalonderzoeken blijkt dat volwassenen weliswaar in overgrote meerderheid het dialect beheersen, maar ouders geven de taal steeds minder door aan hun kinderen. Het gevolg is, dat onder jongeren nog slechts zo'n 20% het dialect actief beheerst en ruim de helft de spreektaal kan verstaan. Enkele dialectorganisaties zetten zich in voor de instandhouding van het Oost-Friese dialect, dat als Nederduitse spreektaal is erkend door de Duitse regering onder bovengenoemd handvest.

### Godsdienst
Oost-Friesland is in overgrote meerderheid protestants, net als bijna het gehele noorden van Duitsland. Opvallend is echter, dat er een grote diversiteit bestaat aan protestantse kerkgemeenschappen.
In het Reiderland, alsmede in de dorpen langs de oostkant van de Eems en in de Krummhörn - grofweg in het gehele gebied ten westen van de lijn Papenburg-Leer-Norden - is men overwegend calvinistisch, net als in Nederland. De dorpskerken behoren hier bijna allemaal tot de Evangelisch-reformierte Kirche, te vergelijken met de Nederlandse Hervormde Kerk. De andere delen van Oost-Friesland zijn hoofdzakelijk luthers, net als verreweg de meeste protestanten in Duitsland. Er bevinden zich echter verspreid door de regio ook een groot aantal evangelische Freikirchen, protestantse kerken die zich niet bij een door de staat erkende organisatie hebben aangesloten. Het gaat in Oost-Friesland vooral om doopsgezinden (mennonieten) en baptisten. Daarnaast zijn er kleinere gemeenschappen van methodisten, gereformeerden (evangelisch-altreformierten), zevendedagsadventisten en evangelische vernieuwingsbewegingen.
Rooms-katholieke kerken zijn haast uitsluitend in de steden te vinden en hebben veel aanhang onder naoorlogse vluchtelingen. Een uitzondering vormt het veengebied in het uiterste zuiden van het Overledingerland, waar zich vanuit het Eemsland kleine katholieke gemeenschappen hebben gevestigd.
Volgens gegevens van de lutherse kerkprovincie (Sprengel Ostfriesland) zijn 266.000 Oost-Friezen (57,2%) luthers, 80.000 (17,2%) hervormd en 36.000 (7,7%) katholiek. De Freikirchen komen daar nog bij, waardoor in totaal bijna 85% van de Oost-Friezen is aangesloten bij een kerk.

### Eten en drinken

#### Thee
Het belangrijkste kenmerk van Oost-Friesland in culinair opzicht is de theecultuur. De gemiddelde Oost-Fries drinkt 2,5 kilogram thee per jaar, wat tienmaal zo hoog is als het Duitse gemiddelde en zelfs ruim driemaal zo hoog als het Nederlandse gemiddelde van 811 gram per persoon per jaar. Doordat Oost-Friese handelaren in de zeventiende eeuw vanuit Nederland thee naar de regio brachten, ontstond een levendige handel in deze nieuwe drank, aanvankelijk als medicijn. In de achttiende eeuw verspreidde de thee zich over geheel Oost-Friesland en werd het dé nationale drank. Tegelijkertijd voltrok zich een drastische daling van de bierconsumptie, omdat bier destijds een stuk duurder was. Koffie wordt nauwelijks gedronken en gasten zal dan ook in de regel automatisch thee voorgezet worden.
Traditioneel drinken Oost-Friezen tot viermaal per dag drie kopjes thee: bij het ontbijt, tijdens de typisch Oost-Friese theepauze 's ochtends (het zogenoemde Elf-Ührtje of Elfuurtje, de uitspraak is nagenoeg gelijk), 's middags rond drie uur (theetijd) en tot slot 's avonds. Gebruikelijk is het de thee te serveren met een speciaal servies, bestaande uit een Teebüs (theebus), Trekpot (trekpot, theepot) en bijbehorende Koppen of Kopkes. Eerst doet men een Kluntje (klontje kandijsuiker) in het kopje, dan wordt de thee geschonken en nadien voegt men met een Roomleppel (theelepel) een Wulkje Room (wolkje room) toe. Er wordt niet in de thee geroerd. Men verwacht dat iedereen ten minste drie kopjes drinkt.
De thee die men in Oost-Friesland schenkt is een Oost-Friese melange van zwarte theesoorten, afkomstig uit Assam, van Ceylon, Java, Sumatra en uit Darjeeling. Deze wordt door een van de drie grote theeproducenten uit de streek gemaakt: Bünting, Thiele & Freese en de Ostfriesische Tee Gesellschaft Laurens Spethmann. In het Oost-Friese Theemuseum in Norden worden de geschiedenis en de gebruiken rond thee uitgebreid behandeld.

#### Overige dranken
Een andere regionale drank is de Kruiden, een kruidenbitter van 32% die bijna als medicijn geldt. Daarnaast worden diverse brandewijnen en rum geschonken.

#### Eten
Net als de taal lijkt ook de Oost-Friese keuken sterk op de Nederlandse. Een specialiteit is bijvoorbeeld boerenkoolstamppot, echter niet met aardappelen maar met uien, havergrutten en spek. De gekookte aardappelen worden los geserveerd, samen met Pinkel (metworst). Andere gerechten zijn Mehlpütt/Puffert (deegballetjes), wittekool- en koolraapstamppot, Sniertjebraa (met braadvlees) en verschillende soepen (bonensoep, pruimensoep, aardappelsoep).
Gerechten die speciaal tijdens de jaarwisseling gegeten worden, zijn Rullekes (opgerolde nieuwjaarskoek) en Speckendicken (spek- en worstpannenkoek). Beide worden ook in Groningen geproduceerd en geconsumeerd (zie Nieuwjaarsrolletjes en Spekdik).

### Gewoonten en gebruiken
Bekende Oost-Friese sporten zijn Boßeln (onderhands klootschieten), Klootschiessen (bovenhands klootschieten vanaf een kleine schans), fierljeppen en schaatsen.
Tot de gebruiken behoren het Martinisingen (Sint-Maarten), waarbij onder andere Peepernööten gegeven worden, het maken van een takkenboog door de buren voor nieuwe bewoners, paasvuren en het zogenoemde Brautpfadlegen (bruidspadmaken). Deze laatste traditie gaat terug op de sage dat de bruidegom van een hovelingsdochter op weg naar de bruiloft door een rivaal wordt doodgeslagen en de bruid aan de baar van haar geliefde van louter hartzeer eveneens sterft. Hun gezamenlijke begrafenisstoet wordt daarop bedolven onder een regen van bloemen. Deze legende wordt ieder jaar met Hemelvaartsdag in Aurich en Norden nagespeeld waarbij kinderen een kleurrijk bloementapijt met diverse motieven op straat leggen.

### Media

#### Dagbladen
- Ostfriesen-Zeitung - krant voor geheel Oost-Friesland, met edities in Aurich, Emden en Leer (Eigenaar ZGO)
- Anzeiger für Harlingerland - district Wittmund (Eigenaar: Wilhelmshavener Zeitung)
- Borkumer Zeitung - Borkum (Eigenaar ZGO)
- Emder Zeitung - Emden en omgeving (Eigenaar: Nordwest Zeitung)
- General-Anzeiger - Overledingerland (Rhauderfehn) (eigenaar: ZGO)
- Norderneyer Badezeitung - Norderney (Eigenaar SKN)
- Ostfriesischer Kurier - voormalig district Norden (Eigenaar: SKN)
- Ostfriesische Nachrichten - voormalig district Aurich (Eigenaar ZGO)
- Rheiderland-Zeitung - Reiderland (Weener)

#### Tijdschriften
Het enige tijdschrift in de regio is het algemene maandblad Ostfriesland Magazin, dat behalve nieuws ook over historische en culturele wetenswaardigheden bericht. Eigenaar is SKN uit Norden.

#### Radio en tv
De radiozender voor Oost-Friesland is Radio Ostfriesland, een zogenoemde burgerradio die in 1996 werd opgestart. Sinds 2005 is er ook een regionaal televisiestation, de Friesischer Rundfunk.

## Trivia
- In de jaren zeventig van de vorige eeuw werden enkele van de Tiroler seksfilms in Oost-Friesland gemaakt waarin de lokale cultuur op de hak werd genomen (o.a. Der Ostfriesen Report). De bekende grappen over de vermeende "domheid" van de Oost-Friezen worden breed uitgemeten, de grappen worden daardoor een karikatuur van zichzelf. De opnamen zijn o.a. gemaakt rond Norden en Greetsiel.
- De NDR heeft de draak met deze vooroordelen gestoken met de campagne Das beste am Norden.[2]
- Oost-Friese caberatier Otto Waalkes bracht in 1993 "Friesenjung" uit, een parodie van Stings "Englishman in New York", waarin het Oost-Friese leven op humoristische wijze werd belicht. In 2023 brachten Berlijnse rapper Ski Aggu en Nederlandse muzikant Joost Klein een bewerkte versie van het originele lied uit. Het bewerkte nummer behaalde de eerste plaats van de Deutsche Singlecharts.[3]